# 삼동암천
삼동암천(三同岩川)은 인천광역시 강화군 불은면 삼성리 퇴모산에서 발원하여 불은면 고능리에서 강화해협으로 유입하는 하천이다. 삼동암리 삼동암교에서 하구 인근까지 5.97 km 구간은 지방하천으로 관리되고 있다. 대청개라고도 하며, 1696년에 발행된 강화부 읍지(邑誌)인 《강도지》(江都誌)에는 마장천(馬場川)으로 기록되어 있다. 상류 부분은 평촌천(坪村川)으로도 불리며, 그 중 1.197 km 구간은 강화군의 소하천으로 관리되고 있다. 평촌(坪村)은 삼동암1리의 마을 이름이다.

## 지류
- 삼동암천
  - 매재이천: 혈구산에서 발원하여 삼성제(三成堤)를 지나는 하천이다.[2] 매재이 또는 매쟁이는 삼성1리에 있는 마을 이름으로, ‘마장’에서 유래한 지명이며[7], 지금의 삼성초등학교 주변에 해당한다.[8]
  - 신도현천: 덕정산에서 발원하는 하천이다.[2] 덕정산 북사면의 소류지에서 삼동암천 합류부까지 1.55 km 구간은 강화군의 소하천으로 관리되고 있다.[5] 신도현(新道峴)은 삼동암2리의 마을 이름이다.[9]
  - 돌성천: 혈구산에서 발원하여 돌성제(乭成堤)를 지나는 하천이다.[2] 강화군에서는 이 하천 중 돌성제 남쪽의 0.6 km 구간을 ‘매재이천’으로 지정하여 관리하고 있다.[5] 돌성(乭城)은 삼성1리에 있는 마을 이름으로, 옛 혈구군의 돌성이 있었던 데에서 유래한 지명이며[7], 지금의 중앙로477번길 주변에 해당한다.[8]
  - 냉정천: 혈구산에서 동쪽으로 이어진 봉우리에서 발원하는 하천이다.[2]
  - 교동천: 혈구산에서 동쪽으로 이어진 봉우리에서 발원하는 하천이다.[2] 교동(校洞)은 냉정2리의 마을 이름이다.[10]
  - 박공현천: 덕정산에서 발원하는 하천이다.[2] 박공현(朴公峴)은 삼동암2리의 마을 이름으로, 박씨가 살았다 하여 유래하였다.[9]
  - 사복천(司僕川): 삼동암천의 서남쪽에 있다.[11] 덕정산에서 발원하여 동쪽으로 흐르다가 삼동암천의 하구 부근에서 삼동암천으로 합류한다.[12]

## 참고 문헌
- 김병욱 외 (2015). 《인천의 지명 (하)》. 인천: 인천광역시 시사편찬위원회.
- 문상범 외 (2005). 《인천의 산과 하천》. 인천: 인천광역시 역사자료관 역사문화연구실.